# گانت (مجارستان)
گانت (به مجاری:  Gánt) یک شهرداری در مجارستان است که در ناحیه بیچکه واقع شده‌است. گانت ۵۸٫۱۵ کیلومتر مربع مساحت و ۸۴۹ نفر جمعیت دارد.